# Takaharu
Takaharu (高原町?) è una cittadina giapponese della prefettura di Miyazaki.